# بخش لودون (شهرستان سنکا، اوهایو)
بخش لودون (به انگلیسی: Loudon Township) یک منطقهٔ مسکونی در ایالات متحده آمریکا است که در شهرستان سنکا، اوهایو واقع شده‌است.
 بخش لودون ۸۷٫۰ کیلومتر مربع مساحت و ۲٬۱۴۰ نفر جمعیت دارد و ۲۳۴ متر بالاتر از سطح دریا واقع شده‌است.